# Javier Moreno
Javier Moreno Sánchez (ur. 12 marca 1965 w Genewie) – hiszpański polityk, poseł do Parlamentu Europejskiego VI, IX i X kadencji.

## Życiorys
Urodził się w Szwajcarii, w 1989 został absolwentem stosunków międzynarodowych w Instytucie Wyższych Studiów Międzynarodowych w Genewie. Pracował do 1990 jako nauczyciel w szkole średniej, w 1991 odbył staż w Komisji Europejskiej. W 1992 wstąpił do Hiszpańskiej Socjalistycznej Partii Robotniczej. Pełnił funkcję asystenta hiszpańskiej delegacji socjalistów oraz doradcy parlamentarnego. Później był doradcą politycznym w Partii Europejskich Socjalistów oraz (od 2002 do 2004) zastępcą jej sekretarza generalnego.
W wyborach w 2004 z ramienia PSOE uzyskał mandat deputowanego do Parlamentu Europejskiego. Był członkiem Grupy Socjalistycznej, Komisji Handlu Zagranicznego oraz Komisji Wolności Obywatelskich, Sprawiedliwości i Spraw Wewnętrznych. W PE zasiadał do 2009. Później został sekretarzem generalnym organizacji Global Progressive Forum.
W 2019 ponownie został wybrany do Europarlamentu z listy PSOE. Mandat deputowanego utrzymał również w wyborach w 2024.